# Bibliothèque des archives et des œuvres tibétaines

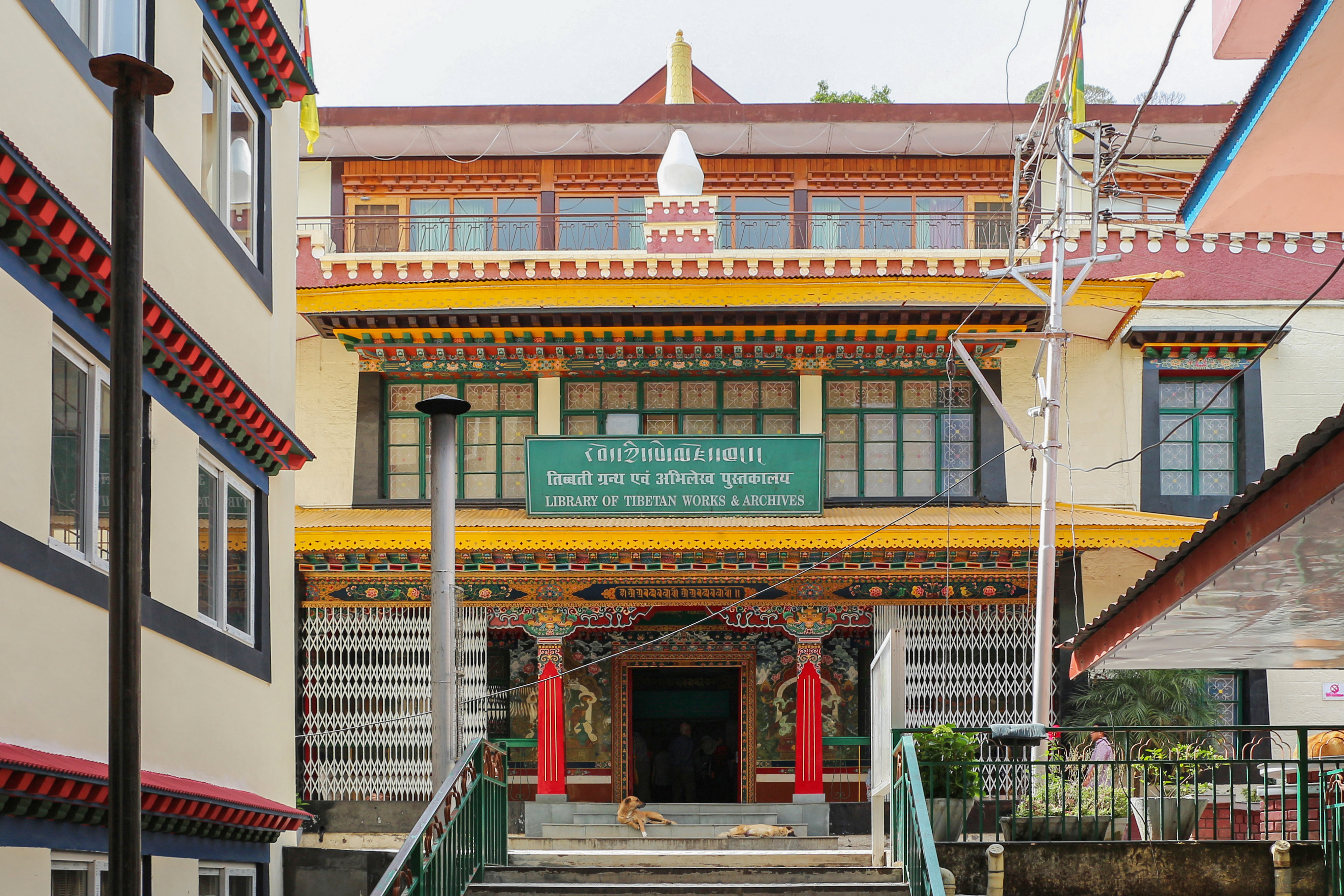
Bibliothèque des archives et des œuvres tibétaines à Dharamsala

La Bibliothèque des archives et des œuvres tibétaines (LTWA) (tibétain : བོད་ཀྱི་དཔེ་མཛོད་ཁང་།, Wylie : bod ki dpe mdzod khang) est une bibliothèque tibétaine  située à Dharamsala, en Inde. 

## Historique
La bibliothèque a été fondée par le 14e Dalai Lama le 11 juin 1970 et est considérée comme l’une des bibliothèques et institutions parmi les plus importantes dans le monde consacrées aux œuvres tibétaines.
La bibliothèque contient des sources qui ont été déplacées du Tibet après l'exode tibétain de 1959, y compris d'importants manuscrits et archives du bouddhisme tibétain liés à l'histoire du Tibet, la politique, la culture et même l'art. Il possède plus de 80 000 manuscrits, livres et documents, plus de 600 thangkas, statues et autres objets du patrimoine bouddhiste, 6 000 photographies, et beaucoup de matériels autres.
L'objectif primaire de la bibliothèque est de fournir une ressource culturelle complète de la plus haute norme et promouvoir un environnement pour faciliter la recherche et l'échange de connaissance.
Le troisième étage de la bibliothèque comprend un musée (ouvert en 1974) contenant des objets remarquables comme un mandala de Avalokiteshvara en trois dimensions taillé en bois et des œuvres anciennes dont certaines du XIIe siècle.

## Liste des directeurs (et durée de mandat)

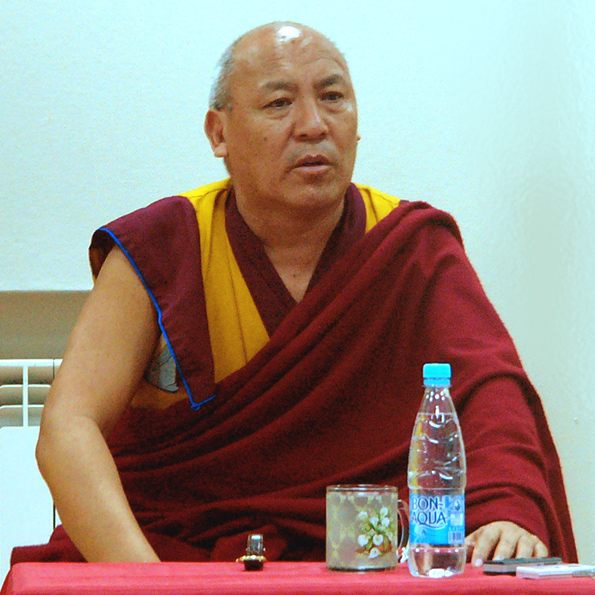
Geshe Lhakdor

- Thupten Jigme Norbu de 1972 à 1974
- Gyatsho Tshering par intérim en 1972 puis de 1974 à 1998[2]
- Yeshe Lodoi Rinpoché a dirigé un des départements de la Bibliothèque vers la fin des années 1970[3].
- Achok Rinpoché (1998-2005)[4].
- Khetsun Sangpo Rinpoché[5]
- Geshe Lhakdor[6] et Geshe Sonam Rinchen